# Stornara
Stornara är en ort och kommun i provinsen Foggia i regionen Apulien i Italien. Kommunen hade 5 802 invånare (2017).